# Mombaldone
Mombaldone ist eine Gemeinde in der italienischen Provinz Asti (AT), Region Piemont.

## Lage und Einwohner
Mombaldone liegt 52 km südlich von Asti. Das Gemeindegebiet umfasst eine Fläche von zwölf km² und hat 192 Einwohner (Stand 31. Dezember 2023). Die Nachbargemeinden sind Denice, Montechiaro d’Acqui, Roccaverano und Spigno Monferrato. Mombaldone hat einen Bahnhof an der Strecke Alessandria-San Giuseppe di Cairo
Die Gemeinde gehört zu den schönsten Dörfer Italiens (I borghi più belli d’Italia).

## Kulinarische Spezialitäten
In Mombaldone werden Reben des Dolcetto für den Dolcetto d’Asti, einen Rotwein mit DOC Status angebaut. Die Beeren der Rebsorten Spätburgunder und/oder Chardonnay dürfen zum Schaumwein Alta Langa verarbeitet werden. In Mombaldone werden auch Reben der Sorte Barbera für den Barbera d’Asti, einen Rotwein mit DOCG Status, sowie für den Barbera del Monferrato angebaut.

## Bildgalerie

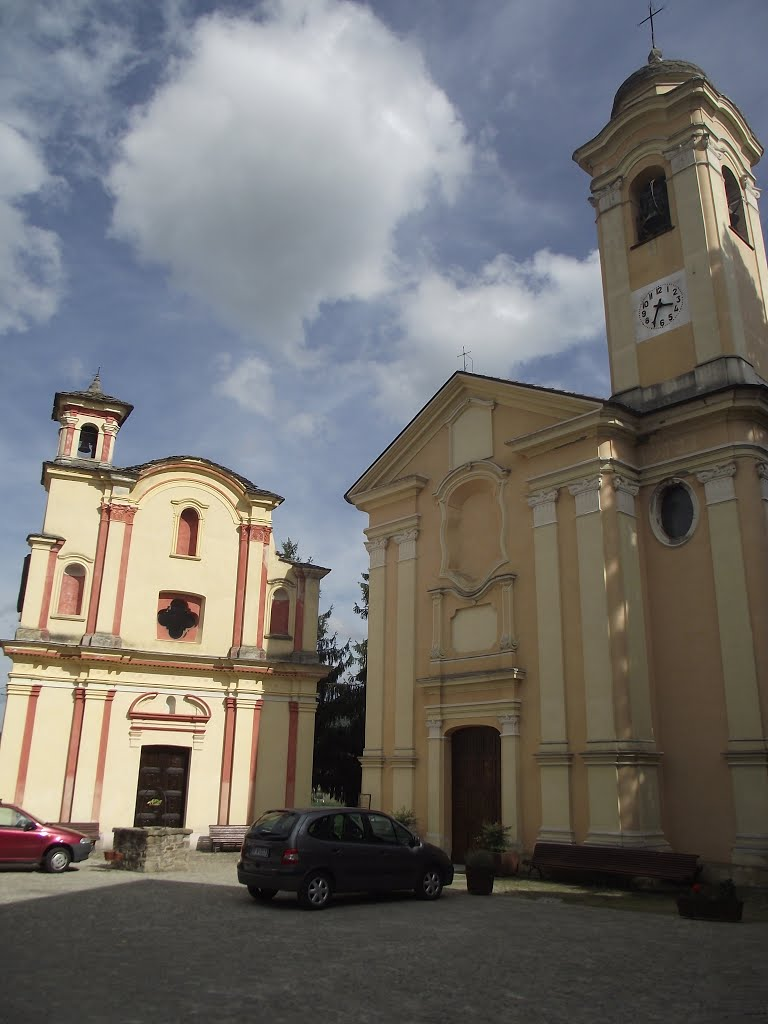
Piazza
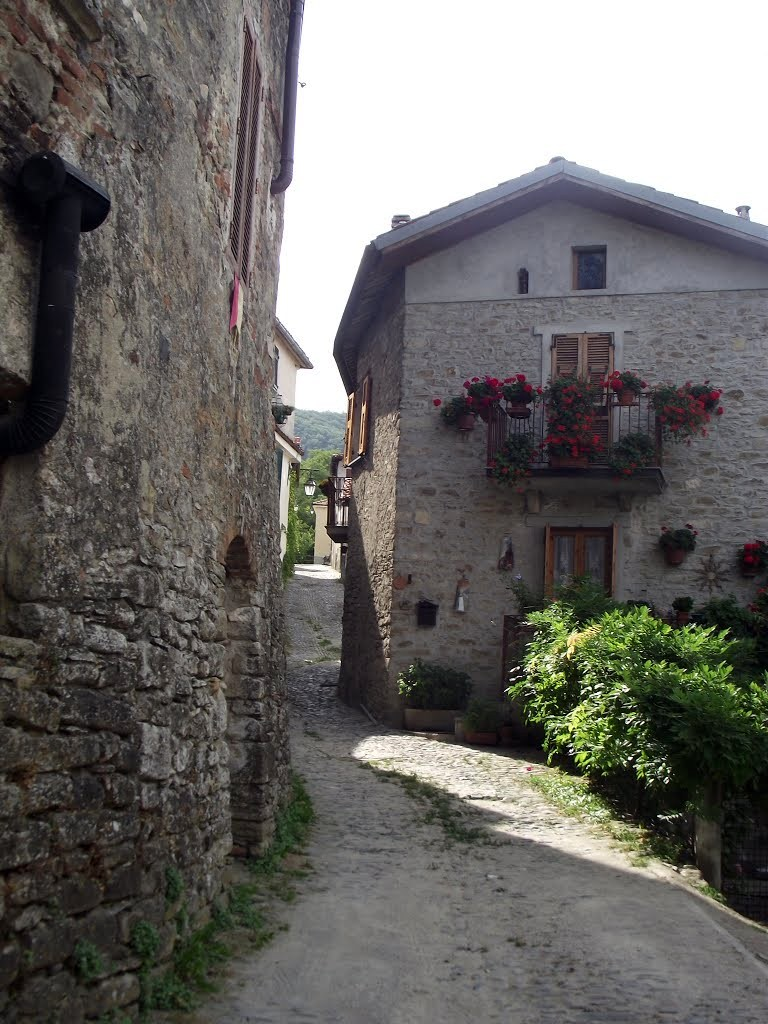
Im Dorf
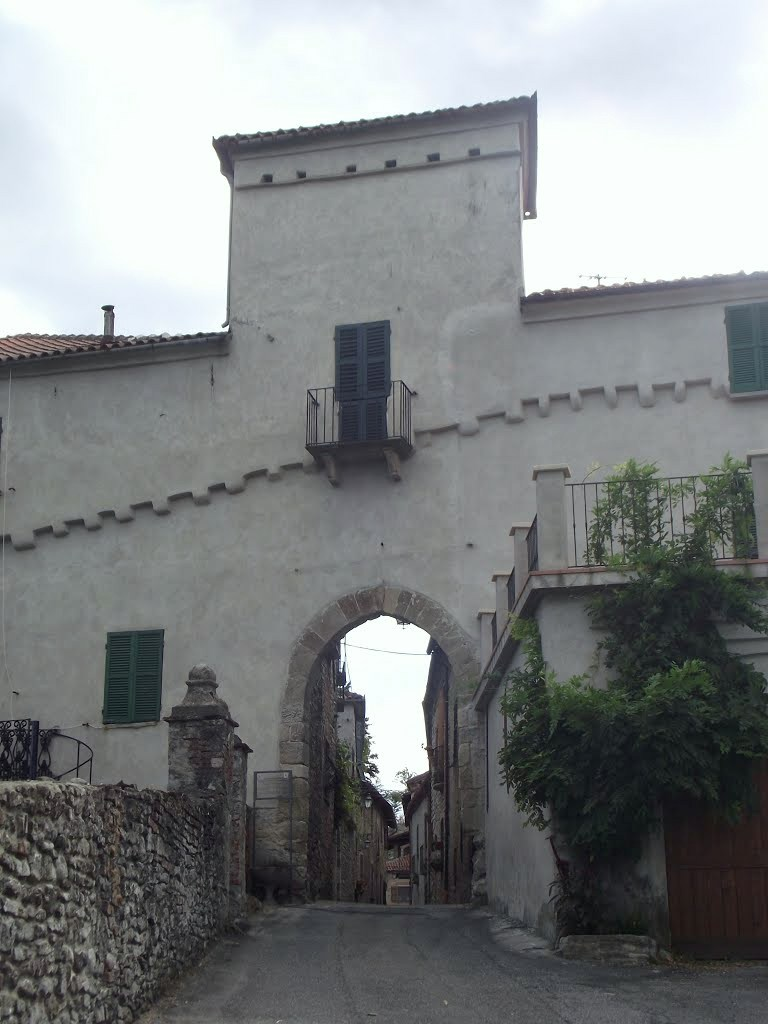
Eingangstor